# Seriation (Kryptologie)
Unter Seriation versteht man in der Kryptologie eine Methode, um die einzelnen Zeichen eines zu verschlüsselnden Klartextes auf eine definierte Weise in ihrer Reihenfolge umzuordnen. Damit stellt die Seriation einen Spezialfall der allgemeinen Transposition dar.

## Beispiel
Beim während des Zweiten Weltkriegs von der deutschen Wehrmacht in der Zeit zwischen 1941 und 1944 eingesetzten Handschlüsselverfahren des Doppelkastenschlüssels war es üblich, den Klartext vor der Verschlüsselung in Doppelzeilen von jeweils 21 Buchstaben Länge zu schreiben und anschließend die senkrecht untereinander stehenden Buchstabenpaare (Bigramme) zu verschlüsseln. Dies diente zur kryptographischen Stärkung des Verfahrens.
Klartext:
```
DIESISTNUREINBEISPIEL TEXTUNDERDIENTHIERINU  NSERERWIKIPEDIAZURILL  USTRATIONDERSERIATION
```

Text in Zeilen von 21 Zeichen Länge geschrieben:
```
DIESISTNUREINBEISPIEL
TEXTUNDERDIENTHIERINU
```

```
NSERERWIKIPEDIAZURILL
USTRATIONDERSERIATION
```

Text nach Seriation:
```
DT IE EX ST IU SN TD NE UR RD EI IE NN BT EH II SE PR II EN LU NU SS ET RR EA RT WI IO KN ID PE ER DS IE AR ZI UA RT II LO LN
```

Der durch Seriation so umgestellte Klartext wurde anschließend bigraphisch verschlüsselt und als Geheimtext an den befugten Empfänger gesendet. Dieser schrieb die Geheimnachricht in Doppelzeilen von jeweils 21 Buchstaben Länge abwechselnd in die obere und untere Zeile und machte so die Seriation rückgängig. Danach benutzte er den ihm bekannten Schlüssel, entschlüsselte den Geheimtext und erhielt den ursprünglichen Klartext.

## Seriationsindex
Die oben im Beispiel benutzte Zeilenlänge von 21 ist als frei wählbarer Parameter aufzufassen, der als Seriationsindex (englisch seriation index) bezeichnet wird. Statt 21 kann selbstverständlich auch ein anderer Wert gewählt werden. 